# Mel Brock
Mel Brock (George Melville Brock; * 3. Februar 1888 in Thamesford, Ontario; † 4. Oktober 1956) war ein kanadischer Sprinter und Mittelstreckenläufer.
Bei den Olympischen Spielen 1912 in Stockholm wurde er Vierter im 800-Meter-Lauf. Über 400 m schied er ebenso in der Vorrunde aus wie mit der kanadischen Mannschaft in der 4-mal-400-Meter-Staffel.